# Répartition géographique des genres et styles musicaux

## Musique africaine

### Musique d'Afrique du Nord
- Musique algérienne
  - Musique Arabo-Andalouse et dérivées
    - Sanâa (école d'Alger)
    - Gharnati - école de Tlemcen
    - Malouf algérien
    - Mahjouz (genre musical populaire constantinois)
    - Hawzi (genre musical populaire, dérivant du Gharnati)
    - Aroubi
    - 16 noubat (dont 4 inachevées): Al-dhîl – Mjenba - Al-hussayn - Raml Al-mâya - Ramal - Ghrîb - Zîdân - Rasd - Mazmûm - Sîkâ - Rasd Al-Dhîl – Mâya (Ghribet Hassine – Araq – Djarka – Mûal)
    - Zadjal algérien (chant la nature, du vin et surtout l'amour)
    - chaâbi (genre musical, né à Alger au début du XXe siècle)
    - Assimi - musique exclusivement algéroise -

  - Musiques régionales
    - Raï (genre musical né au début du XXe siècle dans la région de l'Oranie)
    - La zorna (instrument de musique d'origine ottomane)
    - Musique kabyle
    - Musique Staifi (musique de la région des hauts plateaux - Sétif)
    - Musique chaouie
    - Musique diwane (musique gnawi algérienne)
    - Bedoui (musique rurale de l'ouest Algérien)
    - Aiyai (musique rurale du Centre et Sud Algérien)
    - Fkirettes (éloges exécutés par des femmes citadines de l'est algérien)
    - Medahates (ensembles vocaux féminins de l'Ouest)
    - Allaoui (musique et danse traditionnelle guerrière algérienne à plusieurs variantes)
    - Karkabou
    - Tergui (musique guerrière de la région du Sud - Touaregs)
    - Wahrani (musique moderne né à Oran)
    - Achewiq

  - Musique actuelle
    - Jazz algérien (typiquement algérien, dérivé du jazz américain)
    - Rock algérien (rock progressif et planant. Créé vers la fin des années 1960 et début 70 par divers groupes)
    - Rap (genre de musique hip-hop ayant émergé vers la fin des années 1990 en Algérie)

- Musique égyptienne
  - Musique arabe
  - Dawr
  - Muwashshah
  - Taqtûqa

- Musique marocaine
  - Musique Arabo-Andalouse
  - Melhoun
  - Samaâ
  - 11 noubat sont longues : Raml al-mâya - Isbahân - Al-mâya - Rasd al-dhîl - Al-istihlâl - Rasd - Gharîbat al-husayn - Al-hijâz al-kabîr - Al-hijâz al-mashriqî - ‘Irâq ‘ajam - ‘Ushshâq.
  - Aïssaoua
  - Musique berbère
  - Musique beldi Errachidia
  - Tsanguif
  - Chaâbi marocain
  - Musique Gnawa
  - Rap marocain

- Musique tunisienne
  - Musique Arabo-Andalouse
    - Malouf tunisien
    - 13 noubat : Dhîl - ‘Irâq - Sîkâ - Hsîn - Rast - Raml al-mâya - Nawâ - Asba‘ayn - Rast al-dhîl - Ramal - Isbahân - Mazmûm - Mâya. Elles sont composées de 9 mouvements (qut'a,jiz) basés sur 9 rythmes (iqa) : Ishtiftâh ou Bashraf samâ'î ou Tshambar - Msaddar - Abyât - Btâyhî - Barwal - Darj - Tûshiyâ - Khafîf - Khatm.

  - Mezoued

- Musique libyenne
  - Merskawi
  - Malouf libyen

### Musiques noires-africaines (Sud - Ouest - Centre)
- Musique congolaise
  - Rumba congolaise
  - Sebene
  - Ndombolo
  - Mutuashi
  - Kwasa kwasa
- Musique gabonaise
  - Soukous
  - Ikokou
  - Ngwata
  - Ingwala
  - Elone
  - Ndjembe
  - Mibambo
- Musique camerounaise
  - Makossa
  - Bikutsi
  - Assiko
  - Gandjal
  - Bend skin
  - Mangambeu
- Musique ivoirienne
  - Coupé-décalé
  - Mapouka
  - Zouglou
  - Ziglibithy
  - Musique Adjoukrou
  - Musique Baoulé
  - Yagba mandingue
- Musique sénégalaise
  - Mbalax
- Musique malienne
  - Musique mandingue
  - Musique Wassolou
- Musique guinéenne
  - Musique mandingue

- Musique angolaise
  - Semba
  - Kizomba
  - Kuduro
- Musique kényane
  - Benga
  - Ohangla
- Musique capverdienne
  - Batuque
  - Cabo love
  - Funaná
  - Coladeira
  - Morna
- Musique éthiopienne
- Musique malgache
  - Salegy
- Musique mauricienne
  - Séga mauricien
  - Seggae
- Musique réunionnaise
  - Maloya
  - Séga réunionnais
- Musique rwandaise
- Musique togolaise
  - Akpesse
  - Bobobo
  - Kamou

- Afrobeat
- Asriou
- Charqi
- Tindé

## Musique américaine

### Musiques caribéennes
- Musique cubaine
  - Salsa
  - Rumba
  - Songo
  - Cha-cha-cha
  - Boléro
  - Bembé
  - Conga
  - Tumba francesa
  - Contradanza
  - Changüí
  - Charanga
  - Danzón
  - Filin
  - Guajira
  - Guaracha
  - Guaguanco
  - Güiro
  - Habanera
  - Mambo
  - Mozambique
  - Pachanga
  - Punto guajiro
  - Son cubain
  - Timba
  - Trova
- Musique de Porto Rico
  - Bomba
  - Plena
  - Reggaeton
- Musique de République dominicaine
  - Bachata
  - Merengue
- Autres musiques de la Caraïbehispanophone
  - Salsa
  - JoropoVenezuela)
- Musique jamaïcaine
  - Reggae
  - Mento
    - Dub

  - Ragga
  - Dancehall
  - Slackness
  - Ska
  - Rocksteady
  - Rub-a-Dub
- Musique de Trinité-et-Tobago
  - Calypso
  - Soca
- Autres musiques de la Caraïbe anglophone
  - Bouyon (Dominique)
  - Cadence Lypso
- Musique des Antilles françaises
  - Valse créole
  - Zouk
  - Mazouk
  - Biguine
  - Gwo Ka (Guadeloupe)
  - Bèlè (Martinique)
  - Haute-taille
- Musique haïtienne
  - Kompa
  - Mizik rasin
  - Contredanse
  - Rara
  - Méringue
  - Twoubadou

### Musiques sudaméricaines et centraméricaines
- Musique argentine
  - Tango
  - Zamba
  - Chacarera
  - Murga
  - Milonga
- Musique brésilienne
  - Bossa nova
  - Samba
    - Samba-canção
    - Samba-enredo
    - Samba de roda
    - Samba-reggae

  - Afoxé
  - Axé
  - Baile funk
  - Baião
  - Brega
  - Bumba-meu-boi
  - Candomblé
  - Cantoria
  - Capoeira
  - Carimbo
  - Choro
  - Clube da Esquina
  - Jovem Guarda
  - Lambada
  - Lundu
  - Mangue beat
  - Macumba
  - Marchinha
  - Maxixe
  - Modinha
  - Música nordestina
    - Coco
    - Congada
    - Forró
    - Frevo
    - Maracatu

  - Música Popular Brasileira
  - Música sertaneja
  - Musique amérindienne
    - Batucada
    - Pagode
- Musique chilienne
  - Cueca
- Musique colombienne
- Vallenato
  - Son
  - Paseo
  - Merengue
  - Puya
- Bambuco
  - Raja lena
  - Fiestero
  - Pasillo
- Cumbia
  - Cumbion
  - Gaita
  - Cumbia de salon
- Tambora
  - Chalupa
  - Guacherna
  - Berroche
  - Chande
  - Pajarito
- Bullerengue
- Currulao
  - abosao
  - jota
  - bereju
- Paisaje llanero
  - Joropo
  - Galeron
- Porro
- palitiao
- tapao
- porrito
- Champeta
- Chucu chuco
- Raspa
- Merecumbe
- chiquicha
- Carrilera
- Musique mexicaine
  - Ranchera
  - Huapango
  - Huasteco
  - Norteña
  - Pasito duranguense
  - Son jarocho
  - Tejano
  - Tex-Mex
- Musique péruvienne
  - Huayno
  - Landó
- Musique uruguayenne
  - Candombe
  - Murga
- Musique guyanaise
  - Kasékò
  - Béliya
  - Grajé
  - Grajévals
  - Kanmougwé
  - Laboulanjèr
  - Léròl
  - Labasyou
  - Piké djouk

### Musiques nord-américaines
- Country
- Musique afro-américaine
  - Negro spirituals
  - Gospel
  - Blues
  - Rhythm and blues
  - Funk
  - Swing
  - Jazz
    - Cool jazz
    - Soul jazz
    - Free jazz
    - Jazz modal
    - Smooth jazz
    - Jazz West Coast
    - Jazz fusion
    - Latin jazz
    - Jazz Nouvelle-Orléans
    - Jazz afro-cubain
    - Acid jazz
    - Jazz rap

  - Rap
    - Gangsta rap
    - Rap East Coast
    - Rap West Coast
    - G-funk
    - Dirty South
    - Rap politique

  - Hip-hop
    - Hip-hop expérimental
    - Hip-hop oriental

  - RnB contemporain
  - Ragtime
  - Slam
  - Soul
  - Bebop
  - Hardbop
- Musique amérindienne
- Musique cadienne
  - Zydeco
- Musique inuite
- Musique québécoise
- Barbershop
- Pop
- Rock
  - Hard rock
  - Heavy metal
  - Glam metal
  - Punk rock
  - Rock alternatif (Grunge)
  - Rock 'n' roll (rockabilly)
  - Rock progressif
  - Rock psychédélique
  - Rock sudiste
- Electro
  - Techno
  - House

## Musique européenne
- Musique albanaise
- Musique autrichienne
- Musique allemande
  - Rock allemand
  - Krautrock
  - Neue Deutsche Härte
  - Heavy metal
    - Power metal
    - Thrash metal
- Musique belge
- Musique biélorusse
- Musique bosnienne
- Musique britannique
  - Musique écossaise
  - Britpop
  - Heavy metal
  - New wave of British heavy metal
  - Punk rock
  - Rock britannique
- Musique bulgare
- Musique celtique
  - Rock celtique
- Musique croate
  - Rock croate
- Musique danoise
  - Rock danois
- Musique espagnole
  - Flamenco
    - Bulería
    - Alegría
    - Tango Flamenco
    - Rumba

  - Copla
  - Banda
  - Musique andalouse
  - Musique basque
  - Musique galicienne
  - Makina (Espagne)
  - Punk espagnol
  - Rock espagnol
- Musique estonienne
  - Rock estonien
- Musique finlandaise
  - Rock finlandais
  - Metal finlandais
    - Folk metal
- Musique française
  - Jazz manouche
  - Java
  - Musette
  - Musique alsacienne
  - Musique auvergnate
  - Musique normande
  - Musique basque
  - Musique corse
  - Musique bretonne
    - Gwerz
    - Bagad
    - Kan ha Diskan
    - Barzaz Breiz

  - Musique flamande
  - Musique landaise
  - Musique limousine
  - Musique occitane
  - Chanson française
  - Punk français
  - Rap français
  - Rock français
- Musique grecque
  - Musique crétoise
  - Rebetiko
  - Smyrneïko tragoudi
- Musique hongroise
  - Rock hongrois
- Musique irlandaise
  - Rock irlandais
- Musique islandaise
  - Rock islandais
- Musique italienne
- Tarentelle
  - Italo dance
  - Italo house
- Klezmer
- Musique lettonne
- Musique lituanienne
  - Dainos
  - Rock lituanien
- Musique macédonienne
  - Chalgia
- Musique moldave
- Musique monténégrine
- Musique néerlandaise
  - Rock néerlandais
- Musique norvégienne
  - Joik
  - Rock norvégien
    - Black metal
    - Metal gothique
- Musique polonaise
  - Kujawiak
  - Rock polonais
- Musique portugaise
  - Fado (Portugal)
    - Fado de Coimbra
    - Fado de Lisbonne
    - Folklore portugais

  - Rock portugais
  - Dance portugaise
- Musique roumaine
  - Manele
  - Rap et hip-hop roumain
- Musique russe
  - Rock russe
  - Electro russe
- Musique serbe
  - Sevdalinka
  - Turbo folk
  - Narodna muzika
  - Rock serbe
  - Rap serbe
  - kolo serbe
  - Musique des mariages et des enterrements
  - Disco serbe
  - Folklore serbe
  - Les cuivres de guca
  - Gajde
- Musique slovaque
- Musique slovène
  - Rock slovène
- Musique suédoise
  - Rock suédois
    - Death metal mélodique
    - Viking metal
- Musique suisse
  - Guggenmusik
  - Tyrolienne (chant)
  - Rock suisse
  - Heavy metal
- Musique tchèque
  - Rock tchèque
- Musique tzigane
- Musique ukrainienne

### Musique classique(ousavante)
Bien que ce terme se rapporte à la musique de la période du classicisme, il est utilisé par abus de langage pour désigner toute musique « savante », qu'elle soit grégorienne, baroque ou romantique…
- Musique médiévale
  - Chant grégorien
  - Musique profane
- Musique de la Renaissance (< 1600)
- Musique baroque (1600 - 1750)
- Musique classique (période) (1750 - 1800)
- Musique romantique (1800 - 1900)
- Musique moderne (1900 - 1950)
- Musique contemporaine (1950 à nos jours)

## Musique asiatique

### Musiques du Moyen-Orient
- Musique arménienne
- Musique azérie
  - Mugham
  - Sarkı
  - Türkü
- Musique géorgienne
- Musique irakienne
  - Musique arabe
- Musique iranienne
  - Musique kurde
  - Musiqi razmi
  - Musiqi-e assil
  - Rang-e gilaki
  - Musique baloutche
  - Musique bandari
  - Musique mazandarani
    - amiri
    - charvadari
    - katuli

  - Musique lorestani
  - Musique khorasani
- Musique jordanienne
  - Musique arabe
- Musique libanaise
  - Musique arabe
- Musique omanie
  - Musique arabe
- Musique saoudienne
- Musique syrienne
  - Musique arabe
- Musique turque
  - Türk sanat müziği
  - Musique ottomane
  - Musique kurde
  - Musique azérie
    - Sarkı
    - Türkü

  - Musique tzigane
  - Türk halk müziği
  - Kirik hava
  - Uzun hava
  - Özgûn muzik
  - Arabesk
  - kanto
  - Türk pop
- Musique yéménite
  - Musique arabe
    - Ghina al-Sanaani
    - Hadrami
    - Sôt
    - Zâr

### Musiques d'Asie centrale
- Musique afghane
  - Musique hindoustanie
  - Naghmâ
  - Chahârbeiti
- Musique kazakhe
  - Kui
- Musique kirghize
  - Iir
  - Küü
- Musique ouzbèke
  - Maqôm
  - Beshkarsak
  - Destan
  - Kata achoula
  - Khalqui
  - Munâjât
  - Suvâra
  - Terma
  - Yalla
- Musique tadjike
  - Maqôm
  - Kuheshtôni
  - Dafsaz
  - Falak
  - Dargilik-falak-lalaik
  - Destan
  - Maddahi
- Musique turkmène
  - Mukamlar

### Musiques du Décan
- Musique bangladeshie
  - Musique hindoustanie
- Musique bhoutanaise
- Musique indienne
  - Musique carnatique
    - kirtana
    - Varnam

  - Musique hindoustanie
    - dhrupad
    - khyal
    - dhamâr
    - tarânâ
    - tappâ
    - thumri
    - ghazal

  - Musique bengalie
  - Musique cachemirie
  - Musique kéralaise
  - Musique ladakhie
  - Musique punjabie
  - Musique rajasthanie
  - Musique tribale indienne
  - Bâul
  - Bhajan
  - Dadra
  - Holi
  - Qawwalî
  - Sapera
  - Musique filmi
  - Bhangra
  - Pop indienne
  - Trance-Goa
- Musique népalaise
  - Musique hindoustanie
  - Deuda
  - Khas
  - Gurung
  - Kiranti
  - Magar
  - Sherpa
  - Tamang
  - Newari
  - Rock népalais
- Musique pakistanaise
  - Musique hindoustanie
  - Ghazal
  - Qawwali
  - Sufiana kalam
  - Qâul
  - Hamd et Nasheeds
  - Kashmiri
  - Balochi
  - Pashto
  - Punjabi
  - Sindhi
  - Chitral
  - Filmi pop
  - Bhangra
- Musique srilankaise

### Musiques d'Extrême-Orient
- Musique chinoise
  - Opéra de Pékin
  - Kunqu
  - Musique ouïghoure
    - Muqâm
    - Qoshaq
    - Leper
    - Eytshish
    - Maddhi naghme
    - Senem

  - Musique tibétaine
    - gdang
    - dbyangs
    - gar
    - nang ma
    - Ache Lhamo
    - glu
    - ghazs

  - Pop cantonaise
- Musique coréenne
  - Gukak
    - Aak
    - Tangak
    - Hyangak
    - Jeongak
      - kagok
      - kasa
      - sijo
      - pungnyu
      - chorach'i
      - daechwita

  - Minsokak
    - pungmulnori
    - nongak
    - sinawi
    - kayagum pyongch'ang
    - kayagum sanjo
    - samulnori
    - pansori
    - Min'yō
    - suhdosori
    - sanjo

  - K-pop
- Musique japonaise
  - Gagaku
    - mikagura
    - kangen
      - uhô no gaku
      - sahō no gaku

    - bugaku
      - samai
      - umai

    - utamono
      - aibara
      - rōei

  - Shōmyō
  - Heikyoku
  - Musique nō
    - sarugaku
    - sangaku
    - dengaku
    - yōkyoku ou utai
      - kotoba
      - fushi

  - Kabuki
    - nagauta

  - Bunraku
  - Jiuta
  - Sankyoku
  - Honkyoku
  - Shinkyoku
  - Musique d'Okinawa
  - Musique aïnoue
  - Satokagura
  - Minyō
  - Tsugaru shamisen
  - Chindon
  - Kawachi ondo
  - Enka
  - Chanson
  - Hip-hop
  - Pop japonaise
  - J-rock
  - Oshare kei
  - Visual kei
  - Japanoise
  - Rock japonais
- Musique mongole
  - Urtyn duu
    - aizam urtyn duu
    - tügeemel urtyn duu
    - besreg urtyn duu

  - Bogin(o) Duu
  - Tuuli
  - Magtaal
  - Khöömei

### Musiques du Sud-Est asiatique
- Musique birmane
  - Hsaing waing
  - Kyì waìng
- Musique cambodgienne
  - Pinpeat
  - Mohorî
  - Phleng khmer
- Musique est-timoraise
- Musique indonésienne
  - Gamelan
  - Tembang sunda
  - Kacapi suling
  - Gandrung
  - Wayang
  - Kroncong
  - Langgam jawa
  - Tembang jawa
  - Gambang kromong
  - Dangdut
  - Qasidah modern
  - Gambus
  - Tapanuli ogong
- Musique laotienne
  - Sep nyai
  - Sep noi ou Mahori
  - Lam
    - an nangsue
    - lam phi fa
    - lam glawn
    - lam jotgae ou lam jot
    - lam luang
    - lam phuen
    - lam saravane
    - lam tang san
    - lam tang yao ou khaplam wai
    - lam toei
    - mor lam
    - mor lam glawn ou lam tat
    - mor lam mu
    - mor lam plern
- Musique malaisienne
  - Gamelan
  - Nobat
  - Musique indienne
    - Musique carnatique
    - Musique hindoustanie

  - Musique chinoise
    - Hua yue tuan

  - Joget
  - Keroncong
  - Ghazal
  - Dondang Sayang
  - Dangdut
    - Orkes Melayu

  - Asli
  - Canggung
  - Ulek Mayang
  - Ronggeng
  - Inang
  - Tari Asyik
  - Kuda kepang
  - Barongan
  - Zapin
  - Masri
  - Dabus
  - Gendang Tari Inai
  - Gendang Silat
  - Chinese Lion Dance
  - Indung
  - Saba
  - Boria
  - Mak Yong
  - Mekmulung
  - Menora
  - Hamdolok
  - Jikey
  - Hadrah
  - Rodat
  - Chinese opera
  - Bangsawan
  - Wayang Kulit Kelantan
  - Po te hi
  - Zikir
  - Nasyid
  - Dikir Barat
  - Temiar
  - Bhajan
  - Kompang
  - Chinese Drum Ensemble
  - Caklempong
  - Bongai
  - Rebana Ubi
  - Kertok Kelapa
  - Tumbuk Kalang
- Musique philippine
  - Kulintang
  - Sindil
  - Kapanirong
  - Harana
  - Kundiman
  - Rondalla
  - Tagonggo
  - Filipino rock
    - Neo-Traditional
    - Original Philipino Music ou Original Pinoy Music
    - Pinoy Rap ou FlipHop
- Musique thaïlandaise
  - Piphat
  - Mahori
  - Khrueang sai
  - Mor lam
  - Kantrum
  - Luk thung
  - Musique string
  - Rock thaïlandais
- Musique vietnamienne
  - Quan họ ou Quan họ Bắc Ninh
  - Hát chầu văn ou Hát văn
  - Nhạc dân tộc cải biên
  - Ca trù
  - Hát tuồng
  - Hát chèo
  - Tuồng
  - Cải lương
  - Rối nước
  - Rock vietnamien

## Musique océanienne
- Musique australienne
  - Musique aborigène
  - Musique folk australienne
  - Rock australien
- Musique hawaïenne
- Musique néo-zélandaise
  - Musique maorie
  - Rock néo-zélandais
- Musique calédonienne
  - Kaneka
  - Rap calédonien
- Musique polynésienne
  - Himene
    - Himene tarava
    - Himene ru'au
    - Ute paripari

  - Tamure

## Sujets connexes
- Liste de genres musicaux
- Fusion de genres musicaux
- Genre musical
- Type de musique